# 黒川通軌

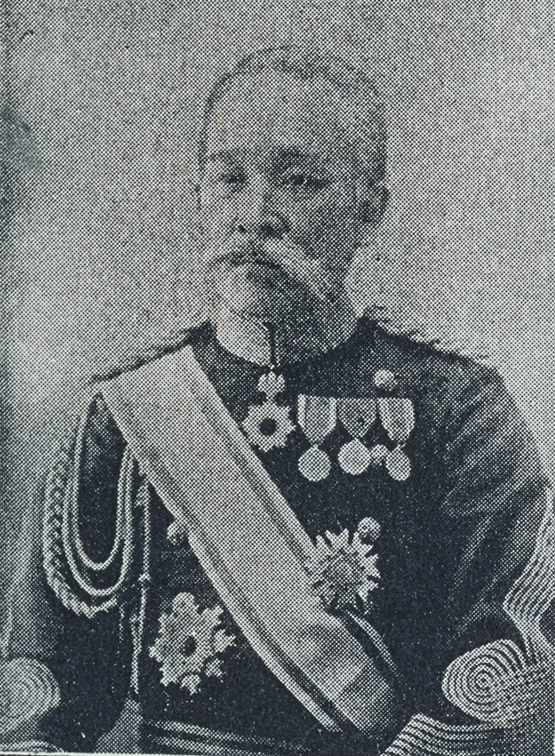
黒川通軌

黒川 通軌（くろかわ みちのり、1843年2月12日（天保14年1月14日） - 1903年3月6日）は、日本陸軍の軍人。最終階級は陸軍中将。男爵。

## 経歴
伊予小松藩士・黒川定之丞の長男として生れる。小松藩権少属を経て、明治政府に出仕し、兵部省糾問少佑、糾問大佑、糾問権正、糾問正を歴任し、1872年、陸軍省6等出仕・陸軍裁判所評事兼勤となる。陸軍裁判所長、軍馬局長などを歴任し、西南戦争では別働第4旅団長官代理として出征、さらに別働第2旅団参謀長を務めた。1878年11月、陸軍少将に昇進。
広島鎮台司令官、中部監軍部長心得などを歴任し、1885年5月、陸軍中将。名古屋鎮台司令官、第3師団長、第4師団長などを経て、1893年11月、東宮武官長兼東宮大夫に就任。1897年10月に休職した。1902年10月21日、予備役に編入。
1887年（明治20年）5月24日、勲功により男爵に叙され華族となった。1903年（明治36年）3月6日没、61歳。

## 栄典
- 1882年（明治15年）12月29日 - 勲二等旭日重光章[5]
- 1886年（明治19年）10月20日 - 従三位[6]
- 1889年（明治22年）11月25日 - 大日本帝国憲法発布記念章[7]
- 1893年（明治26年）5月26日 - 勲一等瑞宝章[8]
- 1897年（明治30年）10月20日 - 旭日大綬章[9]

## 家族・親族
- 妻は筆代（飯尾瞿堂三女、弘化4年9月22日- 明治41年4月）[2]。『平成新修旧華族家系大成』には以下の1男3女を載せる[2]。
- 長男・黒川幹太郎
- 娘・千春（入婿に朝鮮総督府検事、大邱覆審法院検事長黒川穣）[10]
- 娘・静江（西山彰の妻）
- 娘・ミエ（山口銀行理事朝長勘十郎の妻）[11]

嗣子の黒川幹太郎は貴族院議員を務めた。幹太郎の死後は養子の黒川秀雄（黒川通幸長男）が跡を継いだが、秀雄が1937年（昭和12年）に没したあと襲爵の手続きがなされなかった。下落合にあった黒川家下屋敷は1940年に精神科医高良武久が買い、森田療法の病院「高良興生院」を開業した。